# Träda
|  | Wiktionary har en ordboksartikel om träda. |

Träda eller träde innebär att åkermark under en period får vila från produktion av grödor. Denna vila kan pågå i ett eller flera år. Trädan är en gammal företeelse och kom till för att marken inte skulle utarmas. Odling av säd år efter år medförde att marken blev helt utarmad så att den blev värdelös för odling. Redan i början av 1700-talet använde man sig av "träda" i Bergslagen,

speciellt på nyodlingar. Man gödslade kraftigt och odlade spannmål i 3 år varefter man slog (den självsådda) vallen under 8–10 år. Denna äldre form av träda kallades linda. På 1870-talet låg 14,5% av den svenska åkermarken i träda. Träda användes i vissa landsdelar långt in på 1900-talet. På Öland + Gotland låg 15,2% av åkermarken i träda år 1921. I modernt lantbruk finns ingen anledning att lägga mark i träda för produktionens skull. Man kan utföra markanalys för att fastställa innehållet av växtnäring i marken och utifrån denna bestämma en gödselgiva som återställer näringsbalansen.

## Träda för ogräsbekämpning
En annan anledning till träda är att bekämpa ogräs. Istället för att bespruta med herbicider, kan man låta åkern gå i träda. Här finns två olika typer av träda. En så kallad svartträda där man med hjälp av harv och plog bekämpar ogräset, och grönträda, där en utvald växt, som är livskraftigare, tar över och hämmar ogräset samt förhindrar kväveläckage. En sådan gröda kallas fånggröda. Svartträda medför vanligen att kväve läcker ut från åkern och bör inte tillgripas utom som sista utväg i kampen mot ogräs.

## Regler för träda
Fram till för några år sedan fanns det inom bidragssystemet

krav att undanta en viss del av åkermarken från produktion. Den skulle då läggas i grönträda under ett eller flera år och stöd utgick för det. Stöd för träda utgick också vid odling av industrigröda, till exempel salix. Anledningen var att EU ville minska överproduktionen av livsmedel. Idag är det frivilligt att lägga mark i träda men reglerna för hur trädan hanteras är desamma - där får inte förekomma vedartade växter (sly) och marken måste hållas dränerad, dvs den måste kunna tas in i produktionen när som helst

## Mångfaldsträda
Trädan berikade mångfalden i den svenska faunan och floran. Eftersom trädan är på väg att försvinna ur växtföljden i det moderna jordbruket ger EU idag bidrag till lantbrukare som lägger mark i mångfaldsträda. Syftet med denna träda är att åstadkomma en växtlighet så att insektsarter gynnas eller att skapa bra häckningsplatser för fåglar. En mångfaldsträda kan innehålla allt från ovanliga örter till ogräs och fröblandningar som gynnar insekter får sås in. En sådan träda kan anläggas på åkermark, del av åkermark eller i kantzoner.